# 西垂水美桜
西垂水 美桜（にしたるみず みお、1998年〈平成10年〉3月31日 - ）は、日本の元バスケットボール選手。現役時代のポジションはスモールフォワード。Wリーグの新潟アルビレックスBBラビッツでプレーした。現在は環太平洋大学女子バスケットボール部でコーチを務めている。

## 来歴
神奈川県出身。父は国体神奈川県成年女子代表監督も務めたバスケットボール指導者で、母は元共同石油のバスケットボール選手で現在は旭高校女子バスケットボール部のコーチ兼トレーナーである西垂水（旧姓長野）紀世美。
明星学園高校でインターハイ4位。関東大学2部Aの共栄大では1年から試合出場。
卒業後は新潟アルビレックスBBラビッツに加入。
2022年、主将に就任。